# Allophylus largifolius
Allophylus largifolius là một loài thực vật có hoa trong họ Bồ hòn. Loài này được Radlk. mô tả khoa học đầu tiên năm 1908 publ. 1909.

## Tên gọi khác
- Largifolius Allophylus
- African Boxwood
- Large-Leaved Allophylus

## Đặc điểm
Allophylus largifolius là loài cây bụi có thể cao đến 10m. Hoa có màu trắng hoặc trắng vàng với đài hoa 5 thùy và tràng hoa 4 thùy. Hạt là loại hạt nhỏ, hình ovan, màu nâu sẫm. Cây con có một lá mầm hình bầu dục và một cặp lá hình trứng - mác đối diện nhau.

## Môi trường sống
Loài cây này thường sống ở Ấn Độ, Sri Lanka, Myanmar, Đông Nam Á hoặc Châu Phi. Chúng được tìm thấy trong các khu rừng có đất ẩm nhiệt đới và cận nhiệt đới, khu rừng rụng lá khô, vùng cây bụi và thảo nguyên.

## Công dụng và lợi ích
Allophylus largifolius được sử dụng làm cây cảnh trong vườn và công viên, đồng thời cũng được sử dụng để chống xói mòn và chắn gió.

## Trồng trọt và nhân giống
Allophylus largifolius là một loại cây bụi có thể nhân giống từ hạt hoặc giâm cành. Nó thích đất thoát nước tốt và nơi có đầy đủ ánh nắng hoặc bóng râm một phần. Tuy nó có thể chịu được hạn hán nhưng trong mùa cây sinh trưởng cần phải  tưới nước thường xuyên. Cắt tỉa vào cuối mùa đông hoặc đầu mùa xuân để duy trì hình dạng gọn gàng.